# レティクル座妄想
『レティクル座妄想』（レティクルざもうそう）は筋肉少女帯の9枚目のアルバム。TOY'S FACTORYからMCAビクターへ移籍してから初のアルバムでもある。
これ以降、1998年に活動凍結するまでの作品は全てセルフプロデュースとなる。

## 解説
レティクル座の星に憧れる人々の狂気や幻想、歪んだ「死」や「無」への願望、そしてタイトル通りの苛烈な「妄想」に突き動かされる人間模様を描いたコンセプト・アルバム。
タイトルにあるレティクル座とは、UFOに誘拐されたというヒル夫妻が証言した宇宙人の出身地。「飼い犬が手を噛むので」にも「素敵な審査員」の一人として夫のバーニー・ヒルが登場する。
2018年6月20日にはメジャーデビュー30周年を記念して、ボーナストラックを加え、メンバー監修のもと全曲リマスタリングし、『レティクル座妄想+6』と改題して再発売されたほか、同日にはiTunesなどの音楽配信サイトにて、ボーナストラックを除いたリマスター音源が配信された。

## 収録曲
1. レティクル座行超特急
（作詞：大槻ケンヂ / 作曲：本城聡章・筋肉少女帯 / 編曲：筋肉少女帯）
2. 蜘蛛の糸
（作詞：大槻ケンヂ / 作曲：大槻ケンヂ・筋肉少女帯 / 編曲：筋肉少女帯）
3. ハッピーアイスクリーム
（作詞：大槻ケンヂ / 作曲：内田雄一郎・筋肉少女帯 / 編曲：筋肉少女帯）
4. 香菜、頭をよくしてあげよう
（作詞：大槻ケンヂ / 作曲：本城聡章・筋肉少女帯 / 編曲：筋肉少女帯）
5. さらば桃子
（作詞：大槻ケンヂ / 作曲：橘高文彦・筋肉少女帯 / 編曲：筋肉少女帯）
6. ノゾミ・カナエ・タマエ
（作詞：大槻ケンヂ / 作曲：大槻ケンヂ・筋肉少女帯 / 編曲：筋肉少女帯）
7. 愛のためいき
（作詞：平田穂生 / 作曲：大林宣彦 / 編曲：筋肉少女帯）
1983年の映画『時をかける少女』挿入歌のカバー。劇中の台詞も再現している。
8. ワダチ
（作詞：大槻ケンヂ / 作曲：内田雄一郎・筋肉少女帯 / 編曲：筋肉少女帯）
BC級戦犯としてシンガポールで処刑された木村久夫の遺書にある文章が引用されており、重々しいオルガンの音と共にそれが語られている。
9. ノゾミのなくならない世界
（作詞：大槻ケンヂ / 作曲：橘高文彦・内田雄一郎・筋肉少女帯 / 編曲：筋肉少女帯）
10. パリ・恋の都
（作詞：大槻ケンヂ / 作曲：本城聡章・筋肉少女帯 / 編曲：筋肉少女帯）
11. レティクル座の花園
（作詞：大槻ケンヂ / 作曲：橘高文彦・筋肉少女帯 / 編曲：筋肉少女帯）
12. 飼い犬が手を噛むので
（作詞：大槻ケンヂ / 作曲：橘高文彦・筋肉少女帯 / 編曲：筋肉少女帯）
13. ノゾミ・カナエ・タマエ (Pre-production)
『レティクル座妄想+6』のみボーナストラック
14. レティクル座の花園 (Pre-production)
『レティクル座妄想+6』のみボーナストラック
15. ハッピーアイスクリーム (Uchida's Demo)
『レティクル座妄想+6』のみボーナストラック
16. 香菜、頭をよくしてあげよう (Honjo's Demo)
『レティクル座妄想+6』のみボーナストラック
17. さらば桃子 (Kitsutaka's Demo)
『レティクル座妄想+6』のみボーナストラック
18. 蜘蛛の糸 (Pre-production)
『レティクル座妄想+6』のみボーナストラック

## 演奏者
- 大槻ケンヂ - ボーカル
- 橘高文彦 - ギター
- 本城聡章 - ギター
- 内田雄一郎 - ベース
- 太田明 - ドラム
- 秦野猛行 - キーボード（ゲスト）
- 安紀 - コーラス（ゲスト）